# Eupithecia graeciata
Eupithecia graeciata är en fjärilsart som beskrevs av Schütze 1958. Eupithecia graeciata ingår i släktet Eupithecia och familjen mätare. Inga underarter finns listade i Catalogue of Life.